# Sun Life Building

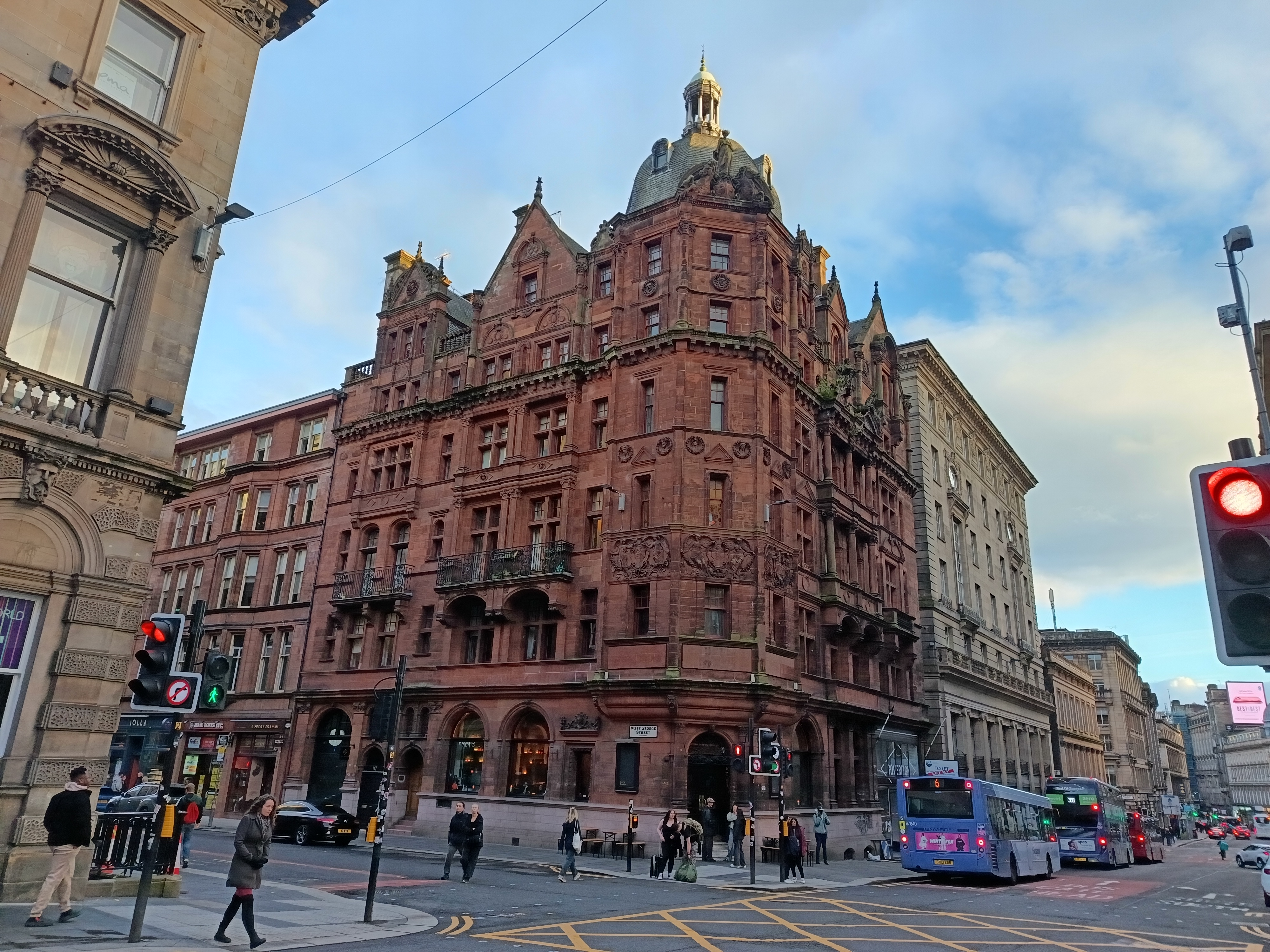
Sun Life Building

Das Sun Life Building ist ein Wohn- und Geschäftsgebäude in der schottischen Stadt Glasgow. 1970 wurde das Bauwerk in die schottischen Denkmallisten zunächst in der Kategorie B aufgenommen. Die Hochstufung in die höchste Denkmalkategorie A erfolgte 1988.

## Beschreibung
Das Gebäude wurde zwischen 1889 und 1894 für das Versicherungsunternehmen Sun Life Financial erbaut. Für den Entwurf zeichnet der schottische Architekt William Leiper verantwortlich. Die Skulpturen schuf der Bildhauer William Birnie Rhind.
Das vierstöckige Gebäude mit zwei Mansardgeschossen steht an der Kreuzung der West George Street mit der Renfield Street im Zentrum Glasgows. Die Fassaden aus rotem polierten Sandstein sind im Stile der Neorenaissance ausgestaltet. Eine Ausnahme bildet das flächige Schaufensterelement entlang der Renfield Street, das neueren Datums ist. Das rundbögige Eingangsportal an der abgekanteten Gebäudeecke schließt mit einem Kämpferfenster. Flankierende Säulen tragen den auskragenden, fünfstöckigen Erker. Ebenerdig finden sich weite Rundbogenfenster. Die restlichen Fenster sind teils mit steinernen Fensterkreuzen, Pilastern, Säulen und Balkonen gestaltet. Ein skulpturierter Fries ziert oberhalb des zweiten Geschosses den Erker. Dieser schließt mit einer Kuppel.